# Grup d'Observadors de les Nacions Unides a Centreamèrica
El Grup d'Observadors de les Nacions Unides a Centreamèrica (United Nations Observer Group in Central America, ONUCA) és una missió de pau de les Nacions Unides autoritzada per la resolució 644, ampliada per les resolucions 650 i 653.

## Història
La missió fou decidida després de la firma en 1986 de l'acord d'Esquipulas II pels governs de Costa Rica, El Salvador, Guatemala, Hondures i Nicaragua, sota els auspicis del president costariqueny Óscar Arias Sánchez, d'un acord de pau que preveia la fi de les hostilitats entre els estats, la democratització de l'àrea, eleccions lliures, deixar d'ajudar els moviments guerrillers, verificar el control del tràfic d'armes, ajuda al retorn dels refugiats als seus països, la cooperació per la democràcia, la llibertat, la pau i desenvolupament de la regió i el control dels acords amb una missió de pau de la comunitat internacional. Els governs, després de signar els acords, van demanar al Consell de Seguretat de les Nacions Unides l'enviament d'una força de pau.
L'ONUCA, a més de tenir la tasca de supervisar l'acord d'Esquipulas II, va animar desarmament voluntari dels contras a Nicaragua. A més, va ser recolzada per altres missions de manteniment de la pau, l'ONUVEN a Nicaragua, MINUSAL i ONUSAL a El Salvador i MINUGUA a Guatemala.
La seu de la missió es trobava a Tegucigalpa, Hondures; els comandants de la missió van ser general Agustín Quesada Gómez (Espanya) de novembre 1989 a desembre 1990, el general de brigada Lewis MacKenzie (Canadà) des de desembre 1990 a maig 1991 i el general de brigada Víctor Suanzes Pardo (Espanya) des de maig de 1991 fins a gener de 1992.
El contingent era compost d'un mínim de 300 observadors en els mesos inicials fins a un màxim de 1.098 durant les eleccions. Els països que contribuïren al contingent militar foren Argentina, Brasil, Canada, Colòmbia, Equador, República Federal Alemanya, Índia, Irlanda, Espanya (57 oficials), Suècia i Veneçuela. La missió va finalitzar el febrer de 1992.